# Lagynochthonius paucedentatus
Lagynochthonius paucedentatus är en spindeldjursart som först beskrevs av Beier 1955.  Lagynochthonius paucedentatus ingår i släktet Lagynochthonius och familjen käkklokrypare. Inga underarter finns listade i Catalogue of Life.